# Shawano County
Das Shawano County ist ein County im US-amerikanischen Bundesstaat Wisconsin. Im Jahr 2020 hatte das County 40.881 Einwohner und eine Bevölkerungsdichte von 17,7 Einwohnern pro Quadratkilometer. Der Verwaltungssitz (County Seat) ist Shawano.

## Geografie

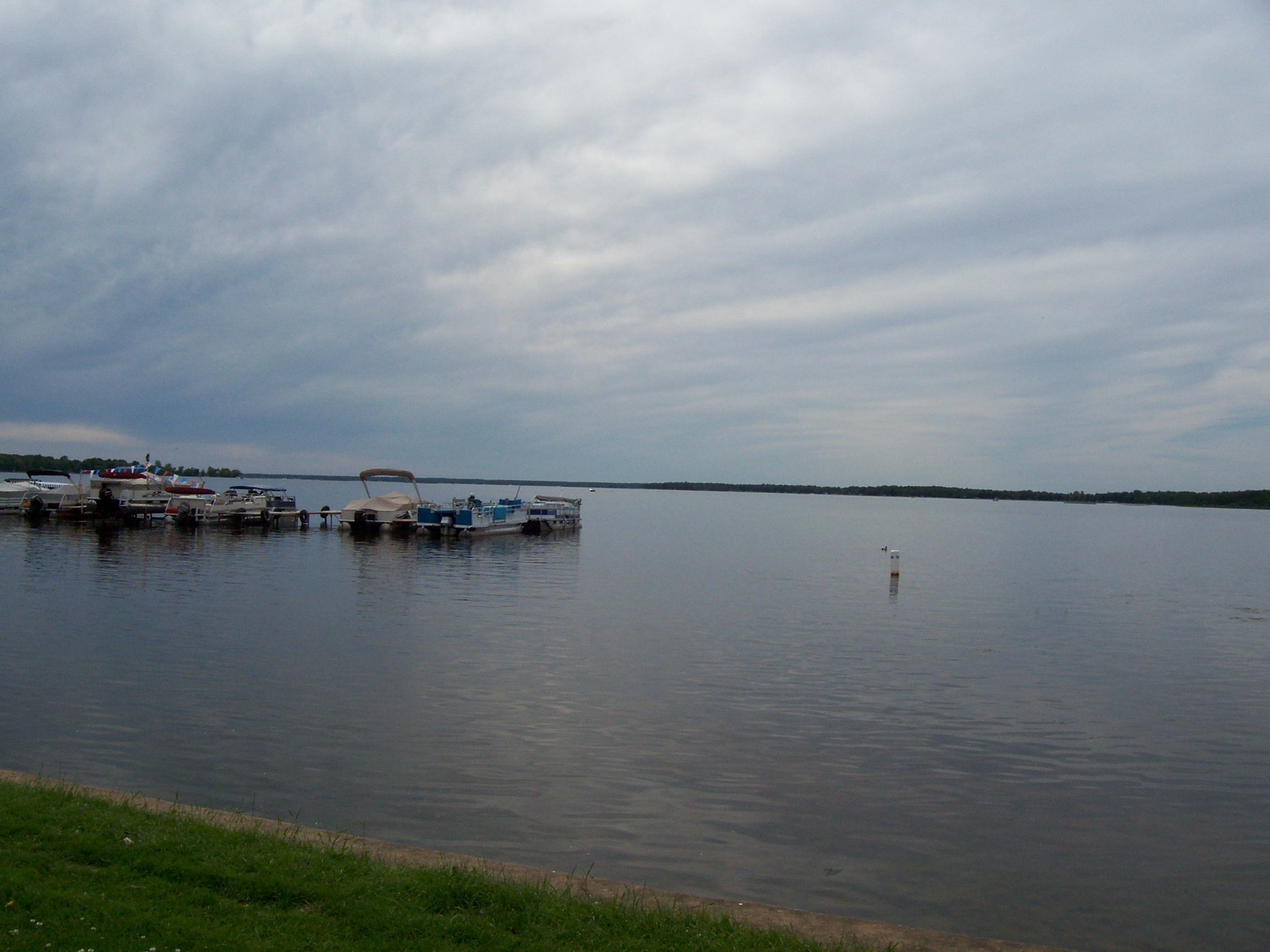
Der Shawano Lake

Das County liegt im mittleren Osten von Wisconsin, rund 20 km westlich der Green Bay des Michigansees. Es hat eine Fläche von 2355 Quadratkilometern, wovon 44 Quadratkilometer Wasserfläche sind.
Der Wolf River, der über den Fox River zum Einzugsgebiet des Michigansees gehört, durchfließt das Shawano County von Nord nach Süd und bildet den Abfluss des in der Mitte des Countys gelegenen Shawano Lake. Der westliche Teil des Countys wird vom Embarrass River entwässert, der im südlich benachbarten Waupaca County in den Wolf River mündet.
An das Shawano County grenzen folgende Nachbarcountys:
| Langlade County | Menominee County                 |               |
| Marathon County |                                  | Oconto County |
| Portage County  | Outagamie County, Waupaca County | Brown County  |

## Geschichte
Das Shawano County wurde 1853 aus Teilen des Oconto County gebildet. Benannt wurde es, ebenso wie die Bezirkshauptstadt, nach dem indianischen Ausdruck für Nach Süden oder Richtung Süden.

## Bevölkerung
Nach der Volkszählung im Jahr 2010 lebten im Shawano County 41.949 Menschen in 17.219 Haushalten. Die Bevölkerungsdichte betrug 18,2 Einwohner pro Quadratkilometer. In den 17.219 Haushalten lebten statistisch je 2,38 Personen.
Ethnisch betrachtet setzte sich die Bevölkerung zusammen aus 88,9 Prozent Weißen, 0,4 Prozent Afroamerikanern, 8,1 Prozent amerikanischen Ureinwohnern, 0,5 Prozent Asiaten sowie aus anderen ethnischen Gruppen; 2,0 Prozent stammten von zwei oder mehr Ethnien ab. Unabhängig von der ethnischen Zugehörigkeit waren 2,5 Prozent der Bevölkerung spanischer oder lateinamerikanischer Abstammung.
21,9 Prozent der Bevölkerung waren unter 18 Jahre alt, 58,6 Prozent waren zwischen 18 und 64 und 19,5 Prozent waren 65 Jahre oder älter. 50,0 Prozent der Bevölkerung waren weiblich.

Das jährliche Durchschnittseinkommen eines Haushalts lag bei 45.901 USD. Das Pro-Kopf-Einkommen betrug 22.827 USD. 11,4 Prozent der Einwohner lebten unterhalb der Armutsgrenze.

## Ortschaften im Shawano County
Citys
- Marion1
- Shawano

Villages
| - Aniwa - Birnamwood2 - Bonduel - Bowler | - Cecil - Eland - Gresham - Mattoon | - Pulaski3 - Tigerton - Wittenberg |

Census-designated places (CDP)
| - Angelica - Caroline - Green Valley - Krakow4 | - Leopolis - Middle Village5 - Navarino - Pella | - Pulcifer - Thornton - Tilleda |

Andere Unincorporated Communities
| - Adams Beach - Advance - Almon - Belle Plaine - Briarton - Five Corners | - Frazer Corners - Hofa Park - Hunting1 - Landstad - Laney - Lunds | - Lyndhurst - Morgan - Pittsfield6 - Red River - Regina - Rose Lawn | - Shepley - Slab City - Split Rock - Whitcomb - Zachow |

1 – teilweise im Waupaca County

2 – teilweise im Marathon County

3 – teilweise im Brown und im Oconto County

4 – teilweise im Oconto County

5 – teilweise im Menominee County

6 – teilweise im Brown County

## Gliederung
Das Shawano County ist neben den zwei Citys und elf Villages in 25 Towns eingeteilt:
| Town                 | Einwohner (2010) | FIPS     |
| -------------------- | ---------------- | -------- |
| Town of Almon        | 584              | 55-01375 |
| Town of Angelica     | 1793             | 55-01975 |
| Town of Aniwa        | 541              | 55-02100 |
| Town of Bartelme     | 819              | 55-05000 |
| Town of Belle Plaine | 1855             | 55-06275 |
| Town of Birnamwood   | 763              | 55-07625 |
| Town of Fairbanks    | 616              | 55-24775 |
| Town of Germania     | 332              | 55-28825 |
| Town of Grant        | 991              | 55-30400 |

| Town                 | Einwohner (2010) | FIPS     |
| -------------------- | ---------------- | -------- |
| Town of Green Valley | 1089             | 55-31500 |
| Town of Hartland     | 904              | 55-33075 |
| Town of Herman       | 776              | 55-34025 |
| Town of Hutchins     | 600              | 55-36700 |
| Town of Lessor       | 1263             | 55-43675 |
| Town of Maple Grove  | 972              | 55-48900 |
| Town of Morris       | 453              | 55-54250 |
| Town of Navarino     | 446              | 55-55675 |
| Town of Pella        | 865              | 55-61700 |

| Town                | Einwohner (2010) | FIPS     |
| ------------------- | ---------------- | -------- |
| Town of Red Springs | 925              | 55-66750 |
| Town of Richmond    | 1864             | 55-67675 |
| Town of Seneca      | 558              | 55-72550 |
| Town of Washington  | 1895             | 55-83725 |
| Town of Waukechon   | 1021             | 55-84225 |
| Town of Wescott     | 3183             | 55-85275 |
| Town of Wittenberg  | 833              | 55-88350 |